# Episodi di Ovino va in città (prima stagione)
La prima stagione della serie animata Ovino va in città, composta da 13 episodi, è stata trasmessa negli Stati Uniti, da Cartoon Network, dal 17 novembre 2000 al 29 luglio 2001.
In Italia la stagione è stata trasmessa su Cartoon Network.
| nº | Titolo originale              | Titolo italiano                     | Prima TV USA     | Prima TV Italia |
| -- | ----------------------------- | ----------------------------------- | ---------------- | --------------- |
| 1  | Be Still My Bleat-ing Heart!  | Non belare cuore mio                | 17 novembre 2000 |                 |
| 2  | To Bleat or Not to Bleat!     | Circolo poeeetico                   | 24 novembre 2000 |                 |
| 3  | Belle of the Baaaah!          | Un agnello al dito                  | 1 dicembre 2000  |                 |
| 4  | Going Off the Sheep End!      |                                     | 8 dicembre 2000  |                 |
| 5  | Home for the Baaa-lidays!     | Tu scendi dalle stalle              | 29 dicembre 2000 |                 |
| 6  | Can't Live Without Ewe!       | Mai sentita una cosa del Greggenere | 12 gennaio 2001  |                 |
| 7  | 15 Muttons of Fame!           | L'erba dell'Ovino                   | 26 gennaio 2001  |                 |
| 8  | The Agony of De-Bleat!        |                                     | 2 marzo 2001     |                 |
| 9  | Baaa-ck in Time!              | La macchina del teeempo             | 23 marzo 2001    |                 |
| 10 | Fleeced to Meet You!          | In beeela compagnia                 | 10 giugno 2001   |                 |
| 11 | A Star Is Shorn!              |                                     | 24 giugno 2001   |                 |
| 12 | Mistaken Identi-Sheep!        | Scambio di ideeentità               | 8 luglio 2001    |                 |
| 13 | To Sheep, Perchance to Dream! |                                     | 29 luglio 2001   |                 |